# Batalla d'Orpesa
La batalla d'Orpesa va ser una batalla lliurada entre les tropes agermanades i l'exèrcit reial a la fi de juny del 1521 a Orpesa, La Plana Alta.
El resultat va ser desastrós per als agermanats que van veure com gran part de les seves tropes es van ofegar en séquies i a la mar. El comandant dels agermanats va aconseguir fugir encara que posteriorment va ser capturat i executat.
Aquesta batalla, juntament amb la qual es produiria unes setmanes després a Almenara va suposar la pèrdua del control de la zona nord del Regne. El sud del regne també va caure amb la batalla d'Oriola i tan sols el centre va aconseguir mantenir-se durant un temps amb el control d'algunes poblacions com Alzira, Xàtiva o Gandia, aquesta última gràcies a la victòria aconseguida després de la batalla homònima a la ciutat.